# María de los Ángeles Romero Frizzi
María de los Ángeles Romero Frizzi  (Ciudad de México, 22 de junio de 1946) es una etnóloga, investigadora, historiadora, y académica mexicana. Sus áreas de investigación se han especializado en las culturas mixteca, zapoteca y mixe.
 

## Estudios y docencia
Realizó una licenciatura en Etnología en la Escuela Nacional de Antropología e Historia, la cual concluyó en 1971, en la misma institución cursó una maestría en la cual obtuvo reconocimiento cum laude con la tesis La industria textil novohispana en 1973.  Cursó un doctorado en Ciencias Sociales en la Universidad Iberoamericana, obteniendo el título en 1985, su tesis tuvo como tema el comercio de los españoles en la Mixteca Alta durante los siglos XVI y XVII.
Ha impartido diversos cursos y seminarios en el Instituto de Investigación e Integración Social del Estado de Oaxaca, en la Universidad Regional del Sureste, en la Escuela Nacional de Antropología e Historia, en El Colegio de México, en la Universidad Autónoma Benito Juárez de Oaxaca (UABJO). Ha dirigido tesis de estudiantes de la Universidad Iberoamericana (UIA), de la UABJO, de la Universidad Nacional Autónoma de México (UNAM), de la Universidad Veracruzana y de El Colegio de México.

## Investigadora y académica
En la década de 1970 trabajó como investigadora en el Centro INAH de Oaxaca, en el Museo Nacional de Antropología y en el Museo Regional de Oaxaca. Fue bibliotecaria en el Centro de Estudios Históricos de Condumex.  En 1988, obtuvo la Beca Guggenheim para el proyecto "Aculturación y Conquista, Oaxaca, siglo XVI". De forma compartida obtuvo la Beca National Endowment for Humanities para el proyecto "Transformation of Time and Space: Oaxaca: 1500-1700" en 1989 y la Beca The Getty Grant Program para el proyecto "The Conquest of Place: Literacy and Maps in Colonial Mexico" en 1992.
Es miembro nivel I del Sistema Nacional de Investigadores de México desde 1985, y nivel II desde 1991. Desde 1993, es miembro de la Academia Mexicana de Ciencias y miembro asociado del Consejo Internacional de Monumentos y Sitios (ICOMOS) de la Unesco. Fue nombrada miembro de número de la Academia Mexicana de la Historia en 1999, en donde ocupa el sillón 23.

## Premios y distinciones
- Premio al mejor artículo publicado otorgado por el Comité Mexicano de Ciencias Históricas por el artículo "El desarrollo económico de la Mixteca Alta, Oaxaca, siglo XVII" publicado en Historia Mexicana (1983).
- Premio "Atanasio G. Saravia" de Historia Regional otorgado por Fomento Cultural Banamex por la mejor tesis doctoral (1985).
- Reconocimiento "Francisco de Burgoa" otorgado por el Gobierno del Estado de Oaxaca en reconocimiento a su labor en la investigación histórica (1992).

## Obras publicadas
Ha publicado opúsculos, reseñas, capítulos de libros y libros académicos, también ha traducido artículos y capítulos científicos, entre sus publicaciones destacan:
- Alfarería poblana, coautora en 1968.
- "Cien años de antropología en Oaxaca" en La antropología en México, panorama histórico de Carlos García Mora, en 1988.
- Economía y vida de los españoles en la Mixteca Alta: 1519-1720, en 1990.
- "Indigenous People and the Spanish Power: the Conquest of Oaxaca" en Caciques and Their People: A Volume in Honor of Ronald Spores de Joyce Marcus y Francis Zeitlin, en 1994.
- El sol y la cruz. Historia de los pueblos indígenas de Oaxaca, en 1996.
- Historia de Oaxaca, libro de texto, coautora, en 1997.
- "The Indigenous Population of Oaxaca from the Sixteenth Century to the Present" en The Cambridge History of the Native Peoples of the Americas de Richard E. Adams y Murdo J. MacLeod, en 2000.
- Escritura zapoteca, en 2003.
- "Ñuu Savi para todos, para toda la Mixteca" en Escribir para dos mundos: testimonios y experiencias de los escritores mixtecos de María de los Ángeles Romero Frizzi, en 2003.
- "Yo empecé a escribir en mixteco. Conversando con escritores mixtecos" en Escribir para dos mundos: testimonios y experiencias de los escritores mixtecos de María de los Ángeles Romero Frizzi, en 2003.